# Alpina gracilis
Alpina gracilis là một loài bướm đêm trong họ Geometridae.